# 滑音
滑音（glissando）是一種音樂的表現手法，指音樂進行中的兩個音之間不直接作音程的跳躍，而是連續地變化音高以連接兩音。因有滑行的感覺，故稱作滑音。一般地，按音程進行的樂曲較為簡明清新有力，而滑音则會感到較為感性圓滑柔和。在樂譜上，滑音常以鍵頭符號標示。

## 滑音的種類
- 依照起點音和終點音的高低，亦即音階滑動的方向，可區分為上滑音、下滑音及迴旋式滑音（先下後上或先上後下，又可稱作複滑音）。
- 按照滑音的音程，可分為二度滑音、三度滑音…等等，不同類型的樂器和樂曲會有各自常用的滑音音程。
- 依照滑音的速度快漫，稱作為快速滑音和慢速滑音，但快與慢是主觀相對性的，並沒有一個明確區分二者的標準。
- 連接型和裝飾型的滑音：前者是指用於兩個實質音符之間連結的滑音，後者則是起點音或終點音其中之一僅作為裝飾音，沒有實質音長的滑音。（換言之，即在主音的前面或後面加上滑音的裝飾音）

## 滑音的作用和表現方式
滑音的作用在於增加音樂的色彩、抒發特定情感，以及演繹歌唱性的音樂等。不同種類的滑音，可表現如柔美、深情、俏皮、熱烈、歡快、憂傷、悲憤等不同的感覺，也可以展現出各地區各種類音樂的特色。
滑音的運用必須適量，有時在不適合的樂曲運用或在樂曲中運用過度分量的滑音，會造成音樂中感情過當的表現，反而讓聽者感到不悅。此外，即使適曲適量，如不能掌握滑音起點終點的音準和拍子，會造成樂曲進行的雜亂、滑音圓滑度不佳，會造或過度僵硬，都會造成音樂表現上的反效果。

## 各類樂器的滑音運用方式

### 聲樂
人的聲帶可以很自然地作出音高的連續變化，在許多語言之中即有運用滑音，人聲的滑音在歌曲中十分普遍，尤其在許多地區的民謠、山歌、戲曲、流行歌曲等等之中經常運用，器樂中許多的滑音運用即是對於人聲滑音的模彷而來。

### 弓弦樂器
多數的弓弦樂器如小提琴、胡琴等，因為沒有音柱的阻隔，可以直接靠手指在琴絃上滑動作出滑音，再加上弓弦樂器演奏以線型連續音樂為主的特色，可以作出效果非常好，甚至相當大音程的滑音。

### 吹奏樂器
吹奏樂器一般會靠手指的滑動和氣息的變化運用來達到，所以又可區分為指滑音和氣滑音，但因多數吹奏樂器是主要以音孔的開放來控制音高，孔與孔之間的不連續性造成其作出的滑音一般不如弓絃樂器那樣完美且難度較高，滑音的音程也大多限於八度以內，而一些以按鍵代替按孔的樂器則的圍滑音受到更大的限制。只有少數管樂器如长号因其音高控制方式的特性，可以作出類似弓弦樂器的滑音。此外固定音高的簧片樂器如笙、口琴等，則無法作出真正的滑音技巧。

### 彈撥樂器
彈撥樂器中，無固定音柱的如古琴、三弦等可以較容易以手指滑動的方式作出滑音，有固定音柱的如古箏也可以較容易的以手指作出滑音，而加上搖指(彈撥類樂器中擬出長音效果的技法)可作出較好的滑音效果，但如琵琶、吉他等樂器，因為有音與音之間有音柱阻隔，滑音較為不易，只能以推拉絃造今琴絃鬆緊變化或其他方式來達成滑音的效果。此外，彈撥樂器因為以點狀的音形為主，因此滑音效果不如弓弦樂曲，通常在振動絃長較長的情況（一般即較低音音域）下，可以達成較好的滑音作用。

### 鍵盤樂器
鍵盤樂器因為每個按鍵有其固定的音高，因此無法作出真正的滑音，但可以運用快速的上下連續音階演奏（類似於琶音），來模彷作出類似滑音的效果。

### 打擊樂器
一般打擊樂器因樂器音高固定而無法作出滑音。然而定音鼓具有可控制鼓皮鬆緊之腳踏板，敲擊時可同時踩放踏板以達成滑音的效果。